# St. Georg (Waldkappel)

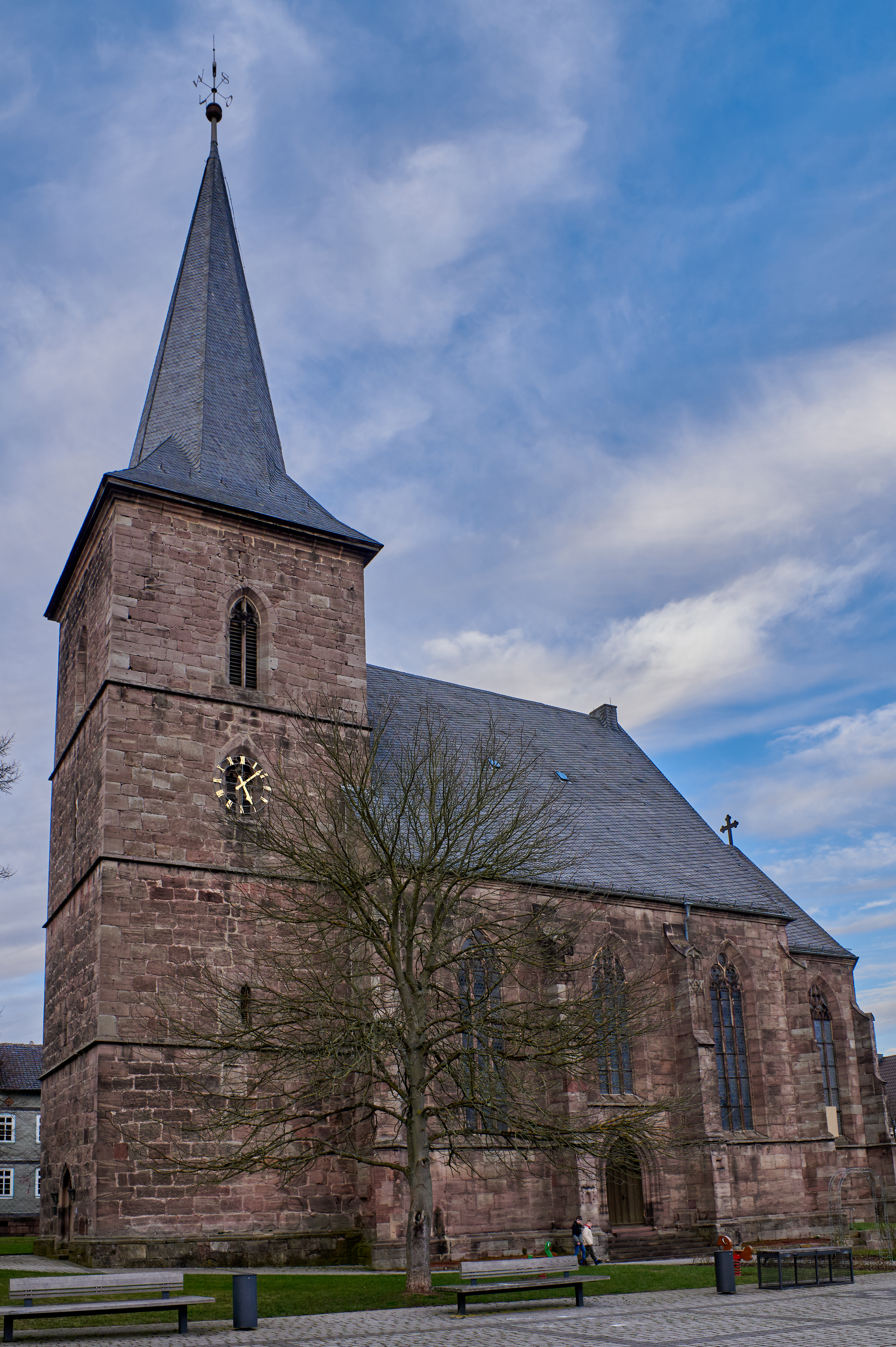
Stadtkirche St. Georg in Waldkappel

Die evangelische St.-Georgs-Kirche in Waldkappel im nordhessischen Werra-Meißner-Kreis gehört zum Kirchenkreis Werra-Meißner.

## Bauwerk
Die Kirche entstand als spätgotische, dreischiffige Hallenkirche. Ältester Teil des Bauwerks ist der Turm aus 1393–1395. Nach einem Brand im Dreißigjährigen Krieg wurde das zerstörte Kreuzrippengewölbe durch eine Kassettendecke ersetzt. In den Jahren 1978/79 entwarf und fertigte der Glasmaler Erhardt Jakobus Klonk die künstlerische Verglasung in den drei östlichen Fenstern des Chores.
Die Kirche beheimatet die größte Orgel des Orgelbaumeisters Friedrich Hilpert aus dem Jahre 1861.

## Belege
1. ↑  Holpert-Orgel
2. ↑  Disposition

Koordinaten: 51° 8′ 36,3″ N, 9° 52′ 34,5″ O